# Johan P. Olsen
Johan Peder Olsen (født 14. august 1939 i Tromsø, Norge) er en internationalt kendt politolog. Johan P. Olsen er uddannet som mag. art i 1967 og dr. phil. i 1971. Olsen har været forskningsleder ved "Advanced Research on the Europeanization of the Nation State" (ARENA - Center for europaforskning), men er nu pensioneret. Han har udgivet en række publikationer i både Norge, Sverige og USA, særlig indenfor det fagområdet offentlig politik og administration. 
En af Olsens mest kendte artikler er A Garbage Can Model of Organizational Choice som han skrev sammen med Michael D. Cohen og James G. March i 1972. Her introducerede de tre forskere den såkaldte skraldespandsmodel for, hvordan beslutninger tages i organisationer. Dette blev udgangspunktet for en forskningstradition, der kaldes nyinstitutionalismen. March & Olsen påpeger, at løsninger ofte er udarbejdet, uden at der er sket en udredning af problemerne, og at aktørerne indtager positioner på grundlag af faktorer, der er beslutningen uvedkommende. Denne indfaldsvinkel benyttes ofte i case – studier, som fokuserer på implementeringsfasen, hvor anarkiet tilsyneladende kommer til fuld udfoldelse. Med dette udgangspunkt udviklede de teorien om nyinstitutionalismen. Hovedpointen er, at de politiske institutioner  både er styret af formelle regler, normer og rutiner, og samtidig af sociale grupper og enkeltindivider, der indgår i magtkampe om at positionere sig. Det betyder bl.a., at institutioner ikke blot er ansvarlige for implementeringen af de vedtagne beslutninger, men også selv optræder som aktører i beslutningsprocessen. Problemløsningen kan under disse forudsætninger optimeres gennem lateral tænkning.
March & Olsens tidlige analyser er deskriptive modeller, der primært knytter sig til case-studier. I democratic governance præsenterer de imidlertid en normativ indfaldsvinkel til beslutningstagen, hvor bl.a. den offentlige debat indgår som politisk faktor. Der er en konflikt mellem forsøget på at etablere fælles værdier på den ene side og den nødvendige gennemførelse af kompromisser på den anden side. Debatten om fælles værdier er medvirkende til at begrænse dagsordenen og i kraft heraf legitimere de gennemførte beslutninger. De påpeger, at løsninger ofte er udarbejdet, uden at der er sket en udredning af problemerne, og at aktørerne indtager positioner på grundlag af faktorer, der er beslutningen uvedkommende. Denne indfaldsvinkel benyttes ofte i case – studier, som fokuserer på implementeringsfasen, hvor anarkiet tilsyneladende kommer til fuld udfoldelse. Med dette udgangspunkt udviklede de teorien om nyinstitutionalismen. Hovedpointen er, at de politiske institutioner  både er styret af formelle regler, normer og rutiner, og samtidig af sociale grupper og enkeltindivider, der indgår i magtkampe om at positionere sig. Det betyder bl.a., at institutioner ikke blot er ansvarlige for implementeringen af de vedtagne beslutninger, men også selv optræder som aktører i beslutningsprocessen. Problemløsningen kan under disse forudsætninger optimeres gennem lateral tænkning.

## Priser og udmærkelser
- Æresdoktor ved Åbo Akademi (1988)
- Æresdoktor Københavns Universitet (1990)
- Æresdoktor ved Universitetet i Tromsø (2006)
- Kommandør af den kongelige St. Olavs Orden (2007)
- Herbert Simon-prisen (2009)[7]
- Medlem af The National Academy of Sciences (2011)

## Eksterne links
- Publikationer af Johan P. Olsen i forskningsdokumentationssystemet Cristin (norsk)
- Publikationer af Johan P. Olsen i BIBSYS (norsk)
- Hjemmeside ved ARENA
- sv.uio.no biografi av Johan P. Olsen skrevet av Erik Oddvar Eriksen